# Еврей (газета)
«Еврей» — еженедельная газета XX века.
Газета «Еврей» выходила в Российской империи в городе Одесса в период с 1912 на русском языке.
Газета ставила своей целью защиту национальных еврейских интересов, борясь со всем тем, что мешало правильному и естественному развитию еврейской национальной мысли.
Газета «Еврей» стремилась к примирению и единению различных партий и течений внутри еврейства во имя общей работы на народное благо. У газеты во всех городах «черты оседлости», а также во многих местностях вне «черты», имелись собственные корреспонденты, число которых постоянно увеличивалось и пополнялось.
Подписная цена: с доставкой в Одессе и с пересылкой в другие города на год 2 р. 50 коп.; полгода 1 р. 25 коп.; на четверть года — 65 коп.
Адрес редакции: Одесса, редакция газеты «Еврей». Редактор-издатель Г. М. Александр 